# Samanta Tīna
Samanta Tīna (* 31. března 1989 Tukums, Lotyšská SSR, Sovětský svaz, dnes Lotyšsko), vlastním jménem Samanta Poļakova, je lotyšská zpěvačka.

## Kariéra

### Začátky: O!Kartes akadēmija a Zlaté hlasy
V roce 2010 vyhrála lotyšskou hudební show O!Kartes akadēmija, kde získala možnost absolvovat Tech Music School v anglickém Londýně.
V roce 2011 soutěžila v moldavské pěvecké soutěži Zlaté hlasy a vyhrála moldavský pohár.

### Slavjanský bazar
V roce 2012 se zúčastnila Slavjanského bazaru, který se koná každoročně v běloruském Vitebsku, spolu s dalšími 20 konkurenty. V první soutěžní den, 14. července 2012, s latgalskou lidovou písní „Auga, auga rūžeņa“ získala 93 bodů. Stejný počet bodů měl i vítěz prvního dne, Boban Mojsovski. Ve druhý soutěžní den, 15. července 2012, s písní „Где то далеко“ získala 104 bodů (druhý nejlepší výsledek). S 197 body se umístila na druhém místě.

### Eirodziesma 2012
Dne 1. prosince 2011 byla vyhlášena jako jedna z účastnic v národním kole Lotyšska Eirodziesma 2012, s písní „I Want You Back“, spolu s Dāvidsem Kalandijou. Dne 7. ledna 2012 postoupili ze semifinále do finále. Ve druhém semifinále, které se konalo dne 18. února 2012, sama zazpívala píseň „For Father“. Sama se ale do finále nekvalifikovala a skončila sedmá. Finále se konalo dne 18. února 2012 ve městě Ventspils. Ve finále vystoupila s Dāvidsem Kalandijou druhá. Ve finále se umístili na druhém místě a postoupili do superfinále, kde se opět umístili druzí.

### Dziesma 2013
Dne 15. ledna 2013 bylo ohlášeno, že se zúčastní opět národního kola, tentokrát s novým názvem lotyšského národního kola Dziesma, kde zazpívá píseň „I Need a Hero“. V 1. semifinále 8. února 2013 se umístila na prvním místě a postoupila do finále dne 16. února 2013. S písní byla považována za těžkého favorita na vítězství v soutěži. Ve finále se umístila na druhém místě a postoupila do superfinále, jako v předchozím roce. Ve finále se umístila ma druhém místě, za skupinou PeR a jejich písni „Here We Go“. V superfinále se opět umístila na druhém místě.

### Dziesma 2014
Samanta Tīna se účastnil prvního semifinále s písní „Stay“, které se konalo dne 1. února 2014 v Rize. Spolu s dalšími, kteří se umístili na dělené druhé příčce, postoupila do finále. Ve finále, které se konalo dne 22. února 2014, vystoupila pátá. Umístila se třetí a spolu s dalšími dvěma nejlepšími postoupila do superfinále. V superfinále se umístila na třetím místě opět za Donsem s písní „Pēdējā vēstule“ a vítěznou skupinou Aarzemnieki a jejich písní „Cake to Bake“.

### Eurovize 2020
Původně měla reprezentovat Lotyšsko na Eurovizi 2020 s písní Still Breathing, avšak ročník byl zrušen. Následně LTV ohlásila, že Samanta Tīna bude reprezentovat Lotyšsko v roce 2021. Tam zazpívala The Moon Is Rising, avšak do velkého finále nepostoupila.